# 弗雷德里克·古爾布蘭德森
弗雷德里克·古爾布蘭德森（挪威語：Fredrik Gulbrandsen；1992年9月10日—）是一位挪威足球運動員。在場上的位置是前鋒。他現在效力於土耳其足球超級聯賽球隊巴沙克舒希。他也代表挪威國家足球隊參賽。